# Słuszkowie herbu Ostoja

Herb Ostoja, wersja średniowieczna.

Słuszkowie – ród szlachecki pieczętujący się herbem Ostoja, należący do heraldycznego rodu Ostojów (Mościców), wywodzący się z Wielkiego Księstwa Litewskiego.

## Najstarsze świadectwaźródłowedotyczące rodu

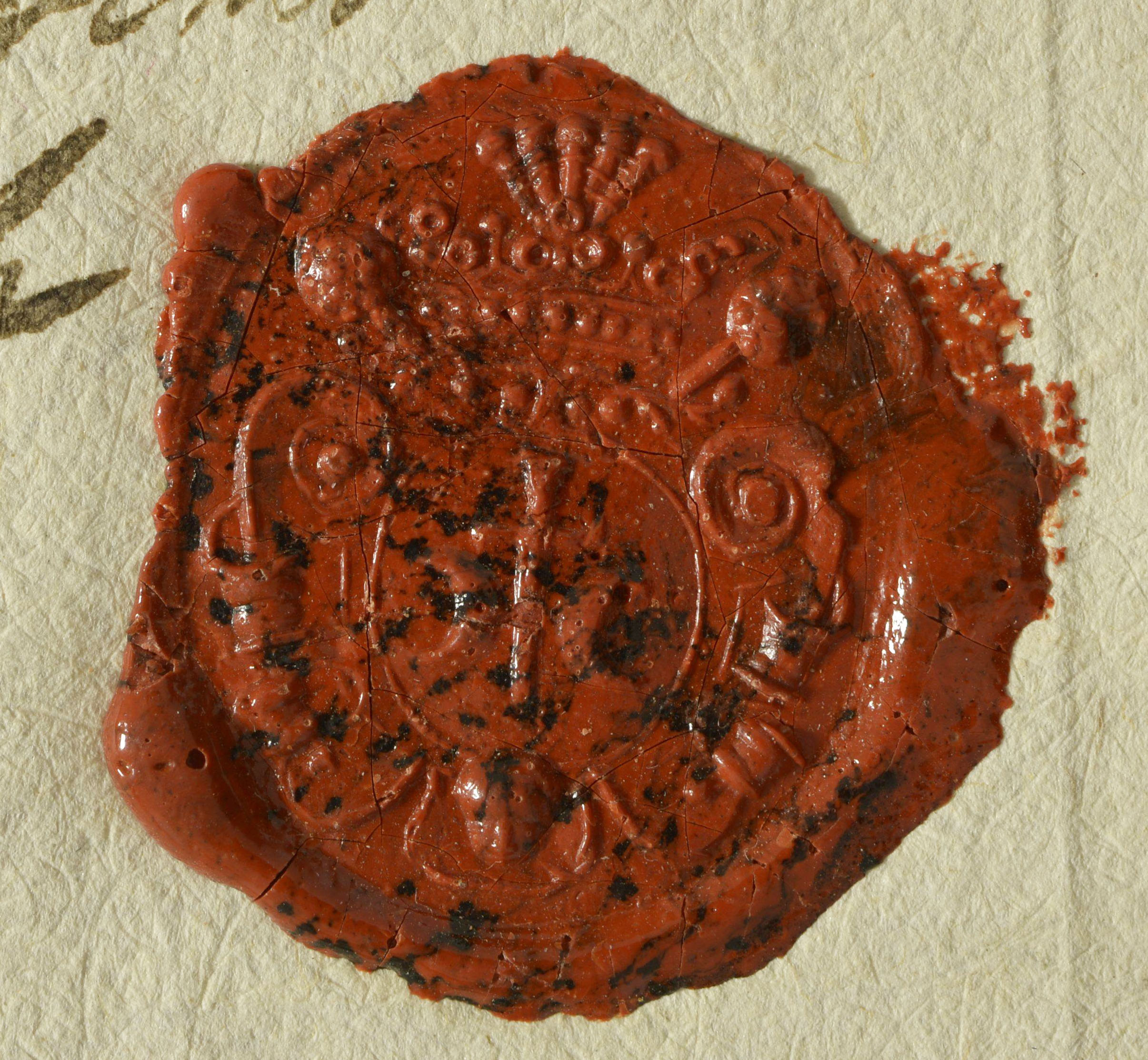
Herb Ostoja na pieczęci Józefa Bogusława Słuszki.

Herb Terespola nawiązujący do herbu Ostoja, którym pieczętowali się Słuszkowie, właścicieli miasta.

Poniżej wymienione są ważniejsze świadectwa źródłowe dotyczące Słuszków herbu Ostoja.
- Kasper Niesiecki twierdził, że do herbu Ostoja został przyjęty w czasie unii horodelskiej Jan Słuszka[4][5].

- W roku 1516 bojar królewski Hrehory Omelanowicz Słuszka miał sprawę z Okuszkowiczem[3].

- Na podstawie zachowanych źródeł obecność Słuszków w W. Ks. Litewskim i na Rusi można stwierdzić dopiero w XVI wieku. Za pierwszych, znanych Słuszków, uchwytnych w źródłach, należy uznać Pawła i Iwana (Jana), synów Hrehorego Słuszki Omelanowicza. Paweł Hrehorowicz Słuszka występuje w latach 1538-1571 a Iwan Hrehorowicz Słuszka obecny jest w aktach w latach 1538-1559[6][7].

## Majątki ziemskie i miejskie należące do rodu
Poniżej wymienione są ważniejsze dobra ziemskie i nieruchomości miejskie należące do Słuszków herbu Ostoja.
- Ciapin, Hatawa, Nowy Dwór, Orzeszkowicze, Muchojedowicze (Muchojedy), Wiazyń, Skryhałów, dwór w Mińsku[8], pałac w Wilnie, pałac w Warszawie, Hołowczyn[9], Sielec[10], Smolańce[11], Wołożyn[12], Zerzeń[13], Opaczycze[14], Stołpce[15], Świerżeń[16][17], Szatrowo[18], Chołchło[19], Tajmanów[20], Czaszniki[21][22], Terespol[23].

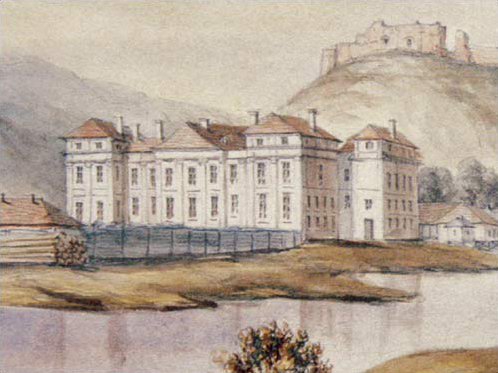
Pałac Słuszków h. Ostoja na Starym Mieście w Wilnie.
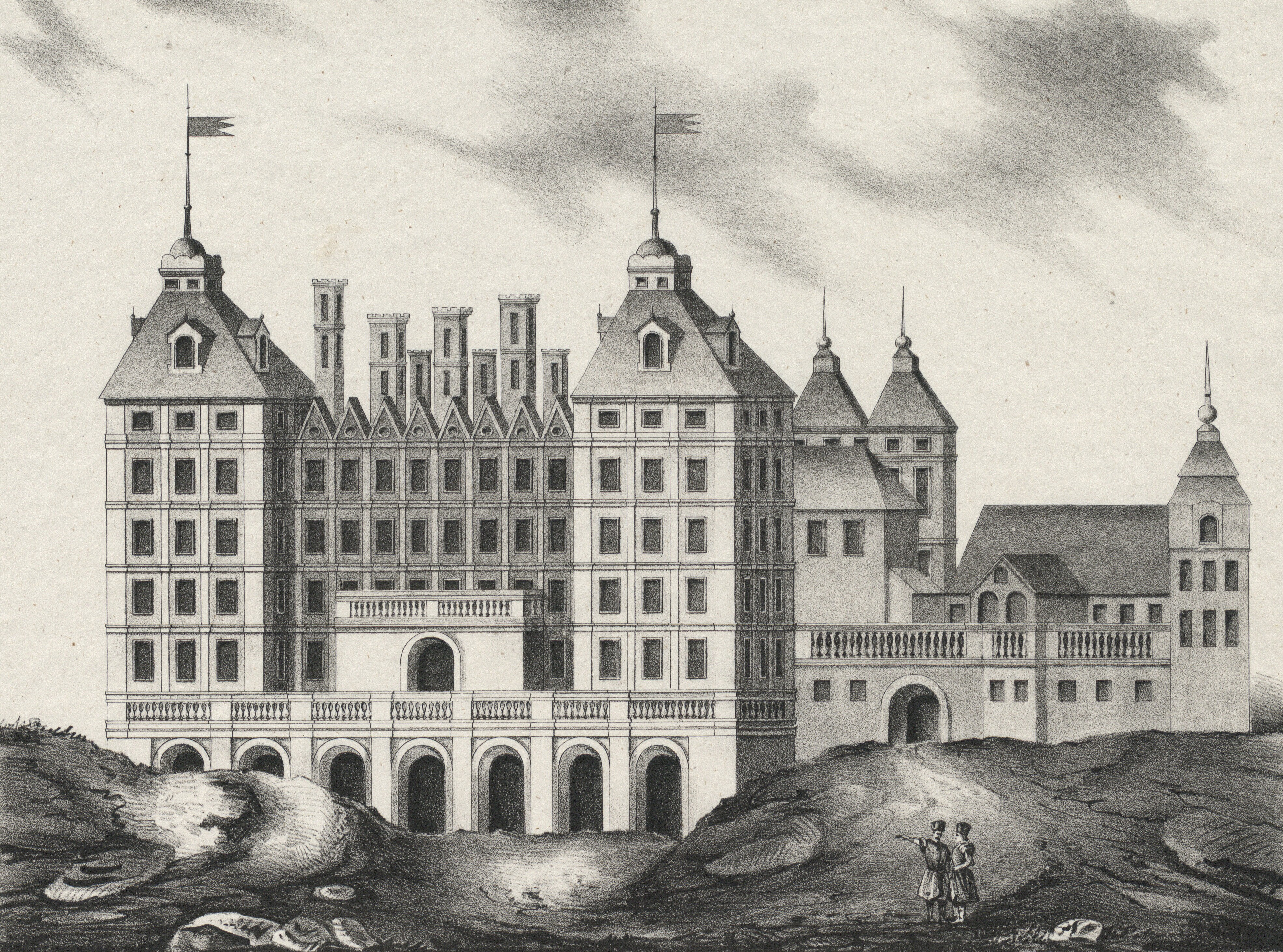
Pałac w Warszawie należący do Elżbiety Słuszczanki h. Ostoja w połowie XVII w.
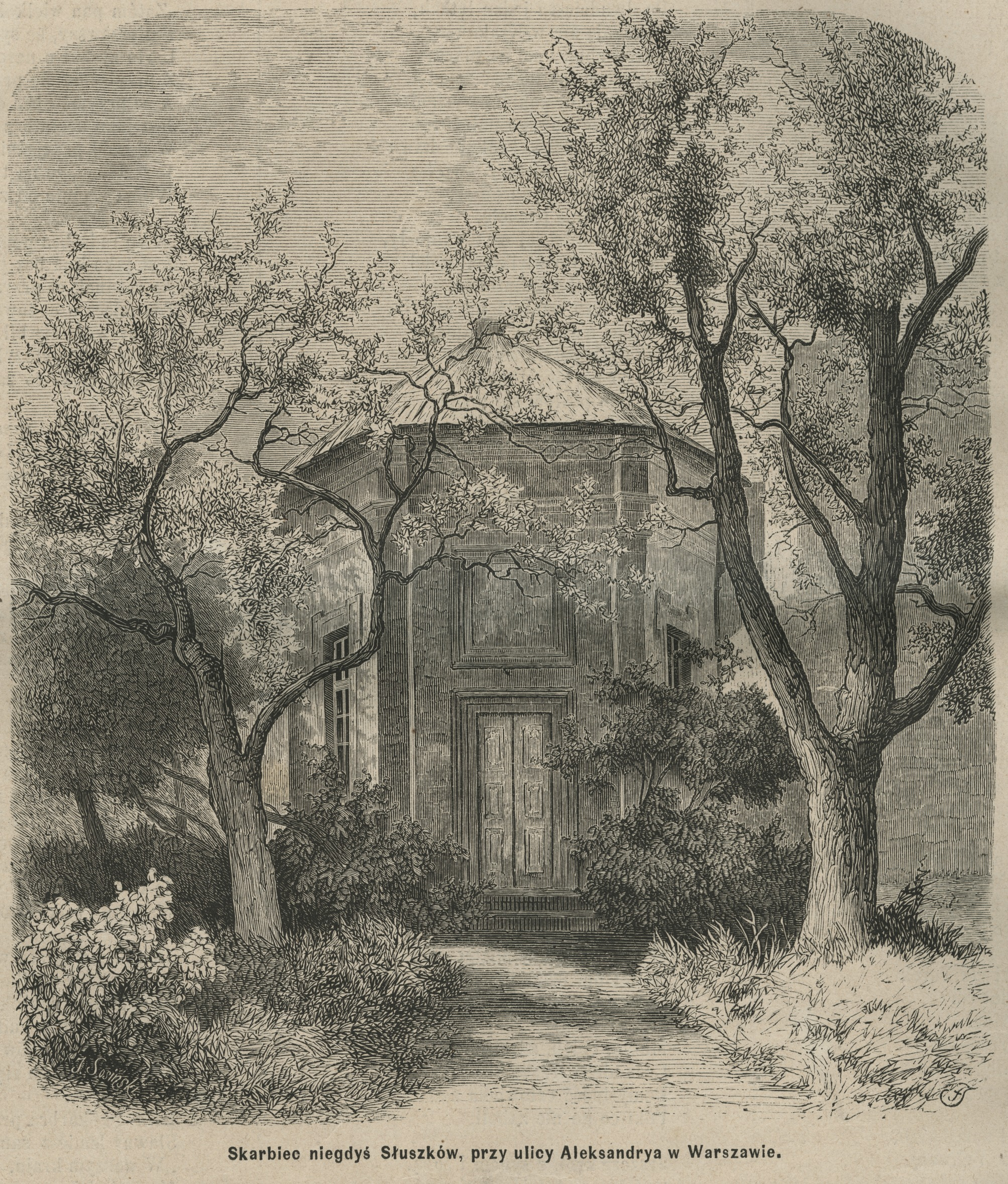
Skarbiec w dawnym ogrodzie pałacu Słuszków przy ulicy Aleksandra w Warszawie.

## Znani przedstawiciele rodu

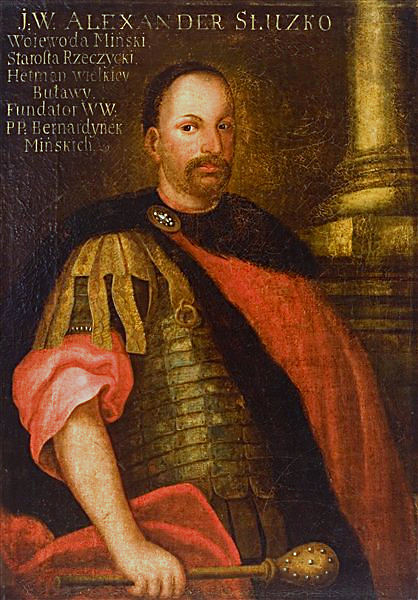
Aleksander Słuszka, wojewoda trocki.

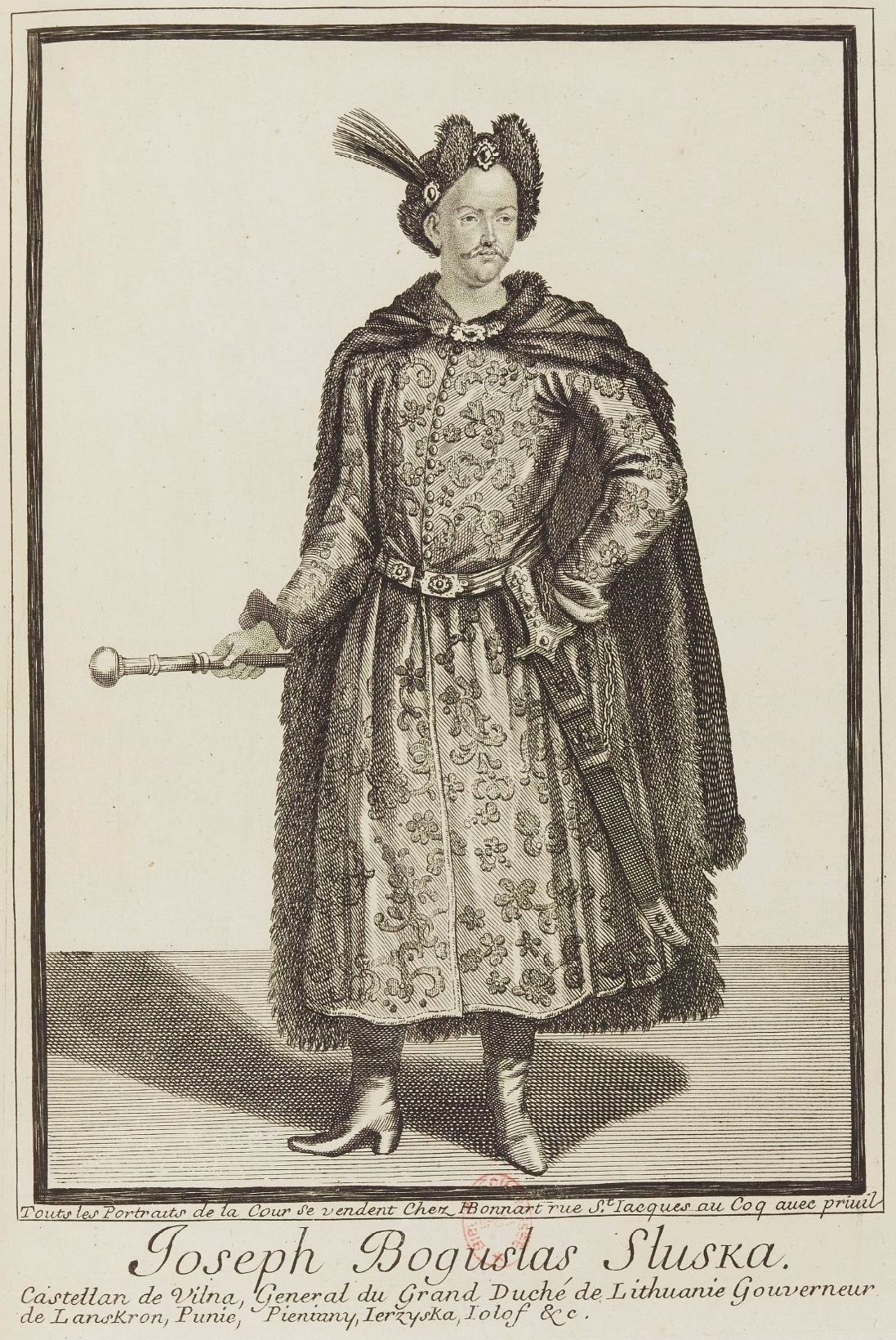
Józef Bogusław Słuszka, hetman polny litewski.

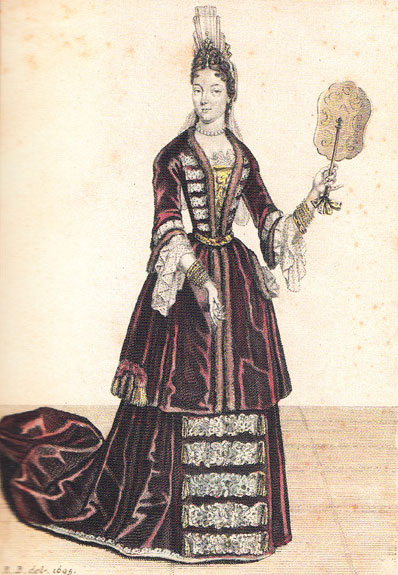
Teresa z Gosiewskich 1v. Słuszczyna 2v. Sapieżyna.

- Hrehory Służka vel Hrehory Omelanowicz Słuszka (zm. po 1516) – bojar królewski[3][7]. Był synem Omeliana (Emiliana)[24].

- Iwan Hrehorowicz Słuszka (Służka Stary) (zm. przed 1560) – horodniczy kijowski, starosta lubecki, dworzanin królewski. Syn Hrehorego Omelanowicza Słuszki. Jego żoną była Bohdana z Łozków[7].

- Paweł Hrehorowicz Słuszka (zm. po 1571) – wójt kamieniecki. Syn Hrehorego Omelanowicza Słuszki[7].

- Mikołaj Słuszka (zm. ok. 1583) – starosta krzyczewski i owłuczycki. Syn Jana Hrehorowicza Słuszki. Jego żoną była Halszka Kmicianka[7].

- Mikołaj Słuszka (zm. ok. 1597) – rotmistrz królewski. Syn Mikołaja Słuszki, starosty krzyczewskiego. Jego żoną była Hanna Thorowska[7].

- Krzysztof Słuszka (zm. 1620) – wojewoda wendeński. Syn Mikołaja Słuszki, starosty krzyczewskiego. Jego żoną była Zofia Wołłowiczówna 1v. Andrzejowa Zawiszyna[7].

- Mikołaj Kazimierz Słuszka (zm. ok. 1630) – dworzanin królewski. Syn Krzysztofa Słuszki, wojewody wendeńskiego[7].

- Anna Słuszczanka Kaweczyńska (zm. 1634) – podkomorzyna mińska. Córka Mikołaja Słuszki, starosty krzyczewskiego. Jej mężem był Enoch Kaweczyński, podkomorzy miński[7].

- Aleksander Słuszka (1580–1647) – wojewoda trocki w latach 1642–1647, wojewoda nowogrodzki (w 1638), wojewoda miński (w 1633), kasztelan żmudzki (w 1628), kasztelan miński (w 1618), marszałek Trybunału Głównego Wielkiego Księstwa Litewskiego (w 1641), starosta rzeczycki, łojowski, mozyrski i homelski. Syn Mikołaja Słuszki, starosty krzyczewskiego. Był dwukrotnie żonaty. Jego pierwszą żoną była Zofia Konstancja Zenowicz, c. Krzysztofa, wojewody brzeskolitewskiego a drugą Katarzyna Kiszka, c. Krzysztofa, wojewody witebskiego[7].

- Eustachy Adam Słuszka (zm. 1639) – starosta rzeczycki. Był synem Aleksandra Słuszki, wojewody trockiego[7].

- Bogusław Jerzy Słuszka (zm. 1658) – podskarbi nadworny litewski w 1645 roku, krajczy litewski w 1656 roku, stolnik litewski w 1643 roku, starosta rzeczycki w 1639 roku. Syn wojewody trockiego Aleksandra Słuszki.

- Elżbieta (Halszka) Słuszczanka 1v. Kazanowska 2v. Radziejowska (1619–1671) – marszałkowa nadworna koronna, podkanclerzyna koronna. Ojcem jej był Aleksander Słuszka, wojewoda trocki.

- Zygmunt Adam Słuszka (zm. 1674) – chorąży wielki litewski w 1656 roku, chorąży nadworny litewski w 1649 roku, starosta rzeczycki w latach 1658–1672. Ojcem jego był Aleksander Słuszka, wojewoda trocki.

- Józef Bogusław Słuszka (1652–1701) – hetman polny litewski w latach 1685–1701, kasztelan wileński w latach 1685–1701, kasztelan trocki w 1685 roku, marszałek nadworny litewski w 1683 roku, chorąży wielki litewski w 1676 roku, łowczy wielki litewski w 1673 roku, starosta rzeczycki w latach 1672–1688, starosta lanckoroński w 1694 roku, starosta piński, pieniawski, jezierski, starosta latowicki w 1698 roku, ekonom kobryński od 1685 roku. Syn Bogusława Jerzego Słuszki. Jego żoną była Teresa Gosiewska.

- Teresa z Gosiewskich 1v. Słuszczyna 2v. Sapieżyna (zm. 1708) – wojewodzina wileńska, założycielka miasta Terespol[25]. Małżonka Józefa Bogusława Słuszki.

- Dominik Michał Słuszka (1655–1713) – wojewoda połocki w latach 1686–1713, wójt połocki w latach 1686–1713, starosta borysowski, pułkownik generalny Wielkiego Księstwa Litewskiego, marszałek Trybunału Głównego Wielkiego Księstwa Litewskiego w 1681, 1690 i 1695 roku. Syn Bogusława Jerzego Słuszki. Jego małżonką była Konstancja Podbereska, c. Grzegorza, wojewody smoleńskiego.

- Konstancja Słuszczanka Denhoffowa (zm. 1728) – wojewodzina pomorska i malborska. Córka Bogusława Jerzego Słuszki. Jej pierwszym mężem był Władysław Denhoff a drugim Ernest Denhoff[7].